# أولاكس
الأولاكس (الاسم العلمي: Olax) هي جنس من النباتات يتبع فصيلة الأولاكسية من رتبة الصندليات.